# 卡尔马海峡
卡尔马海峡（Kalmarsund），瑞典东南一海峡，因西岸名城卡尔马而得名，位于波罗的海西部，将厄兰岛和瑞典本土分开。
该海峡南北长约130公里，最窄处宽约5公里，有1972年建成的厄兰大桥跨越其上。